# Песко Купо (Кампобасо)
Песко Купо је насеље у Италији у округу Кампобасо, региону Молизе.
Према процени из 2011. у насељу је живело 35 становника. Насеље се налази на надморској висини од 882 м.